# Ulla Lindström (gymnast)
Ulla Margareta Carlsson, född Lindström i 17 april 1943 i Jönköpings Sofia församling, är en svensk gymnast. Som medlem av Huskvarna Gymnastikförening deltog hon i olympiaderna i Olympiska sommarspelen 1960 och Tokyo 1964.